# Roland Louis Jules Alfred Tournay
Roland Louis Jules Alfred Tournay (1925-1972) fue un botánico francés. Fue editor del "Boletín del Jardín Botánico Nacional de Bélgica" entre 1967 y 1972.

## Algunas publicaciones

### Libros
- Robyns, walter; roland Tournay. 1955. Flore des Spermatophytes du Parc National Albert. 573 pp. + 76 planchas

- La abreviatura «Tournay» se emplea para indicar a Roland Louis Jules Alfred Tournay como autoridad en la descripción y clasificación científica de los vegetales.[1]